# Passion simple
Passion simple est un roman d'Annie Ernaux, publié le 14 janvier 1992 aux éditions Gallimard. 

## Résumé
Passion simple est un roman autobiographique d'Annie Ernaux qui relate une passion interdite entre l'héroïne et un homme marié, A., homme d'affaires étranger originaire des pays de l'Est.

## Réception critique
Malgré une critique partagée, le livre se vend à 200 000 exemplaires et est traduit dans toute l'Europe ainsi qu'aux États-Unis et au Japon. Par la suite, il est adapté au théâtre à de nombreuses reprises,.

## Adaptations
Passion simple est adapté en 2017 au théâtre par la comédienne et metteuse en scène Émilie Charriot qui interprète le rôle principal. Au cinéma, le roman est adapté dans le film homonyme réalisé par Danielle Arbid avec Laetitia Dosch et Sergueï Polounine dans les rôles principaux.

## Autre traitement littéraire du sujet
En 2001, Annie Ernaux publie Se perdre, qui relate la même expérience amoureuse, mais de façon nettement plus personnelle et détaillée, dans le cadre de son journal intime.